# Peter Simon Pallas
Peter Simon Pallas (22. září 1741 Berlín – 8. září 1811 Berlín) byl německý zoolog a botanik, který trávil poměrně velkou část svého života v Rusku.

## Život a dílo
Pallas se narodil v Berlíně jako syn profesora medicíny. Nejprve studoval u soukromých učitelů a postupně projevil svůj zájem o přírodní vědy, později navštěvoval Halleanskou a Göttingenskou univerzitu. V roce 1760 přešel na Leidenskou univerzitu, kterou dokončil ve věku 19 let.
Podnikl několik cest do Nizozemska a Londýna, kde si snažil zlepšit své lékařské znalosti. Později navštívil Haag a jeho nový systém v klasifikaci živočichů byl schválen i Georgesem Cuvierem. Ve svém díle Miscellanea Zoologica (1766) popsal několik nových druhů obratlovců, které zpozoroval v holandských muzejních sbírkách. Svou plavbu do jižní Afriky a východní Indie nakonec zrušil, jelikož se jeho otci přitížilo a tak se vrátil znovu do svého rodného Berlína. Zde také začal psát své druhé dílo Spicilegia Zoologica (1767–80).
V roce 1767 navštívil Kateřinu II. Ruskou a stal se profesorem na petrohradské akademii věd a mezi lety 1768 až 1774 vedl výzkumnou výpravu do ruských provincií, Povolží, Uralu a na západní Sibiř, která získala nové poznatky o tamní fauně a floře. Pallas prozkoumal území u Kaspického moře, Uralu, Altaje a Amuru. Pravidelné zprávy, které poskytoval Pallas ze svých výprav, byly shromážděny a publikovány pod názvem Reise durch verschiedene Provinzen des Russischen Reichs [cesta přes různé provincie ruské Říše] (1771–1776). Tento soubor nejrůznějších poznatků obsahoval témata z oblasti geologie a mineralogie, zprávy o místních domorodcích, o jejich náboženství a popisy nových druhů rostlin a zvířat.

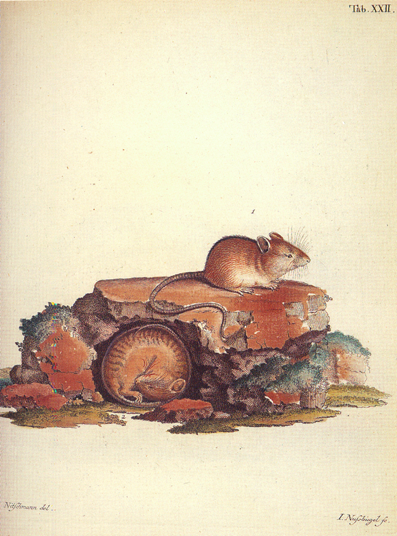
Ilustrace myšivky horské (Sicista betulina) z Pallasova Novae species quadrupedum

Pallas se v Petrohradě na delší dobu usadil, stal se vášnivým favoritem Kateřiny II. a učil přírodním vědám velkovévody Alexandra a Konstantii. Zde měl také možnost nahlídnout do sbírek jiných přírodovědců, což vyústilo k napsání dalšího díla Flora Rossica (1784–1815) a začal psát práci Zoographia Rosso-Asiantica (1811–31). Císařovna od něj také koupila jeho rozsáhlou přírodovědeckou sbírku za 2000 rublů, o 500 rublů víc, než Pallas požadoval.
Mezi lety 1793 až 1794 začal vést další výpravu, tentokrát do jižního Ruska, přičemž navštívil Krym a oblasti poblíž Černého moře. Této výpravy se zúčastnila i jeho dcera (kterou měl se svou první manželkou, která zemřela v roce 1782) a druhá manželka, umělci, vědci, poddaní a armáda. V únoru 1793 dorazili do Saratova a navštívili území poblíž Volgogradu. Na jaře téhož roku dorazili až k východu Ruska a v srpnu cestoval podél břehů Kaspického moře do kavkazských hor. V září dorazili na Krym a zimu převážně přečkali v Simferopolu. Na jaře roku 1794 začal Pallas směřovat na jihovýchod a v červenci se přes údolí Dněpru dostali za dva měsíce znovu do Petrohradu. Své zážitky a poznatky z cesty vydal v díle P. S. Pallas Bemerkungen auf einer Reise in die Südlichen Statthalterschaften des Russischen Reichs (1799–1801). Kateřina II. mu věnovala velký dům a pozemky v Simferopolu, kde žil až do smrti své druhé manželky v roce 1810. Poté se na základě svolení ruského císaře Alexandra I. opustit Rusko rozhodl vrátit do svého rodného Berlína, kde následující rok zemřel.

## Zajímavosti
- V roce 1772 objevil Pallas poblíž města Krasnojarsk 680 kilogramový kus železa, který byl nakonec na jeho žádost převezen do Petrohradu. Následující analýza kovu ukázala, že to byl nový typ kamenoželezného meteoritu. Tento druh meteoritu byl pojmenován po něm - pallasit, nalezený první kus druhu dostal jméno Krasnojarský meteorit, někdy také známý jako Pallasovo železo (tento termín přidělil v roce 1794 Ernst Chladni).
- Pallas popsal ohromné množství živočichů, méně pak rostlin. Mnoho zvířat je po Pallasovi ale i pojmenovaných, včetně manula, který byl dříve známý jako Pallasova kočka, nebo racka Pallasova. Pallasův název však nese i ulice v Berlíně (Pallas-Straße), asteroid (21087 Petsimpallas) nebo měsíční kráter Pallas[1][2].
- Peter Simon Pallas má v Mezinárodním rejstříku jmen rostlin  zkratku Pall.[3]
- Je po něm pojmenováno město Pallasovka na východě Volgogradské oblasti v Ruské federaci.